# Vrhnika
Vrhnika (IPA: [ˈvərxnika], olaszul Nauporto IPA: [nauˈpɔrto], németül Oberlaibach IPA: [ˈoːbɐˌlaebax]) városka Szlovéniában, az azonos nevű község központja.

## Fekvése
A város a Ljubljanai-medence szélén fekszik, Ljubljanától 18 km-re délnyugatra, a Ljubljanica folyó mellett.

## Története
A legenda szerint, Jászon és az argonauták hazatérőben az aranygyapjúval, a Dunán hajóztak felfelé, és itt rakták partra hajóikat, hogy átvontassák a szárazföldön az Adriai-tenger felé.
Az ókorban, a borostyánút Aquileia és Emona (Ljubljana) közötti szakaszán, Nauportus néven fontos állomáshely. A megerősített tábor a közelben lévő Ad Pirum (szlovénül Hrušica, németül Birnbaumer Wald) fontos hágó védelmét szolgálja. Nauportust 452-ben a hunok Attila vezetésével felégetik.
A középkorban Krajna része.1806-ban kiépül a Ljubljana és Trieszt közötti kövesút, majd 1899-ben vasúttal is  összekötik  Ljubljanával.
Az első világháború és a második világháború után Jugoszlávia része. 1991-ben függetlenedett Szlovéniával együtt.

## Közlekedés
Az A1-es autópálya mellett fekszik.

## Híres szülöttei
- Ivan Cankar (1876–1918) szlovén író.
- Marija Brenčič Jelen (1919–2000) szlovén költő és író.